# Teudis comstocki
Teudis comstocki là một loài nhện trong họ Anyphaenidae.
Loài này thuộc chi Teudis. Teudis comstocki được Ilka Maria Fernandes Soares & Hélio Ferraz de Almeida Camargo miêu tả năm 1948.